# Йорса
Йорса (Йорга, Йорша) (на руски: Ёрса, Ёрга, Ёрша) е река в Република Коми на Русия, десен приток на Печора. Дължина 206 km. Площ на водосборния басейн 2520 km².
Река Йорса води началото си на 120 m н.в., от хълмисти местности, простиращи се северно от голямото „коляно“ на река Печора. В най-горното течение тече на юг, след което завива на северозапад и запазва тази посока до устието си. По цялото си протежение тече предимно в лесотундрови райони в широка и плитка, силно заблатена долина, като коритото ѝ прави хиляди кривулици (меандри). Влива се отдясно в река Печора (в протока ѝ Лабазки Шар), при нейния 317 km, на 7 m н.в., на 4 km северно от село Окунев Нос. Основен приток: Летная (97 km, ляв). Има смесено подхранване с преобладаване на снежното и дъждовното, с ясно изразено пролетно пълноводие през май и юни. Йорса протича през безлюдни райони и по цялото си протежение няма нито едно постоянно населено място.